# Gnathochromis
Gnathochromis is een geslacht van straalvinnige vissen uit de familie van de cichliden (Cichlidae).

## Soorten
- Gnathochromis permaxillaris (David, 1936)
- Gnathochromis pfefferi (Boulenger, 1898)